# Wapachewunak 192D
Wapachewunak 192D är ett reservat i Kanada.   Det ligger i provinsen Saskatchewan, i den centrala delen av landet, 2 500 km väster om huvudstaden Ottawa.
Trakten runt Wapachewunak 192D är nära nog obefolkad, med mindre än två invånare per kvadratkilometer.